# Amarant deflex
L'amarant deflex (Amaranthus deflexus), és una espècie de planta amb flors, considerada una adventícia o mala herba, originària d'Amèrica del Sud i introduïda a altres llocs del món, entre ells a tots els Països Catalans.
Addicionalment pot rebre els noms de blet, blet arrossegadís, blet corbat, blet verd i clet.

## Descripció
És una planta de curta vida o bé anual o perenne. Pot arribar a fer 0,5 m d'alt i sovint és prostrada (decumbent), d'on li ve el nom popular d'arrossegadissa
Les fulles tenen un pecíol de 0,3-4,5 cm;limbe ovato-romboïdal, d'1-6x0,5-3 cm. Tija verda o vermellosa. Inflorescències espiciformes més o menys lobulades. Floreix de març a octubre.
S'ha descrit, a Europa, un híbrid natural d'Amaranthus deflexus i Amaranthus muricatus el qual es coneix com a Amaranthus x tarraconensis.

## Hàbitat
Viu en comunitats ruderals terofítiques, des del nivell del mar als 1550 m d'altit. A Europa la seva distribució és latemediterrània.